# Assedi di Haddington
Gli assedi di Haddington furono una serie di assedi che ebbero luogo presso la città di Haddington, in Scozia, come parte del "brutale corteggiamento", una delle ultime guerre anglo-scozzesi. Dopo la sconfitta del conte di Arran nella battaglia di Pinkie il 10 settembre 1547, fu in grado di conquistare la città di Haddington con 5 000 uomini tra cui diversi mercenari francesi e truppe inviate da Enrico II di Francia nell'ambito dell'Auld Alliance. Successivamente, Francis Talbot, V conte di Shrewsbury, giunse con 15 000 uomini al suo seguito. Le forze inglesi costruirono delle fortificazioni d'artiglieria e furono in grado di resistere all'assalto degli assedianti franco-scozzesi nel luglio del 1548. La guarnigione inglese abbandonò infine la città il 19 settembre 1549, sia a causa di una serie di raids notturni degli scozzesi, della malattia sviluppatasi all'interno degli uomini della guarnigione e per il cambiamento delle circostanze politiche.

## Il coinvolgimento degli inglesi
Il comandante inglese, barone Grey di Wilton, aveva catturato e riempito con uomini a lui fedeli la città di Haddington e i villaggi vicini il 23 febbraio 1548. La guarnigione comprendeva 200 stratioti albanesi che in precedenza avevano combattuto nell'esercito francese. Alla fine di febbraio del 1548, il conte di Arran portò quattro cannoni d'assedio tratti da Ormiston, Brunstane e Saltoun e convocò nuove reclute da Stirling, Menteith e Strathearn.
Lord Grey e Thomas Palmer iniziarono a fortificare la città dal 24 aprile 1548. Il reggente conte di Arran giunse sul campo di battaglia con 5 000 uomini sulla fine del mese.
La strategia inglese prevista per l'assedio era di spingere scozzesi e francesi a consumare le loro risorse nel tentativo di assedio. Diversi nobili locali che non vollero collaborare con quelli che reputavano degli invasori come George Seton, VI lord Seton e sua moglie, la francese Marie Pieris, si spostarono da Seton Palace verso l'abbazia di Culross.
L'ambasciatore francese a Londra, Odet de Selve, venne a sapere da un mercenario francese che prestava servizio con gli inglesi che il castello era quasi inespugnabile. Il duca di Somerset mostrò a Odet de Selve la mappa della fortezza dicendo che era addirittura meglio di quella di Calais. Francisco Tiberio, comandante di una compagnia di mercenari, venne sfruttato dagli inglesi. I pionieri inglesi scavando il fossato attorno al sito trovarono delle curiose monete antiche che il 7 giugno il barone Grey di Wilton inviò al duca di Somerset. Grey di Wilton inviò poi 100 soldati spagnoli col loro comandante Pedro Negro ad unirsi alla guarnigione alla fine di giugno del 1548, ma questi incontrarono il nemico lungo la strada per Berwick.

## Gli assedi

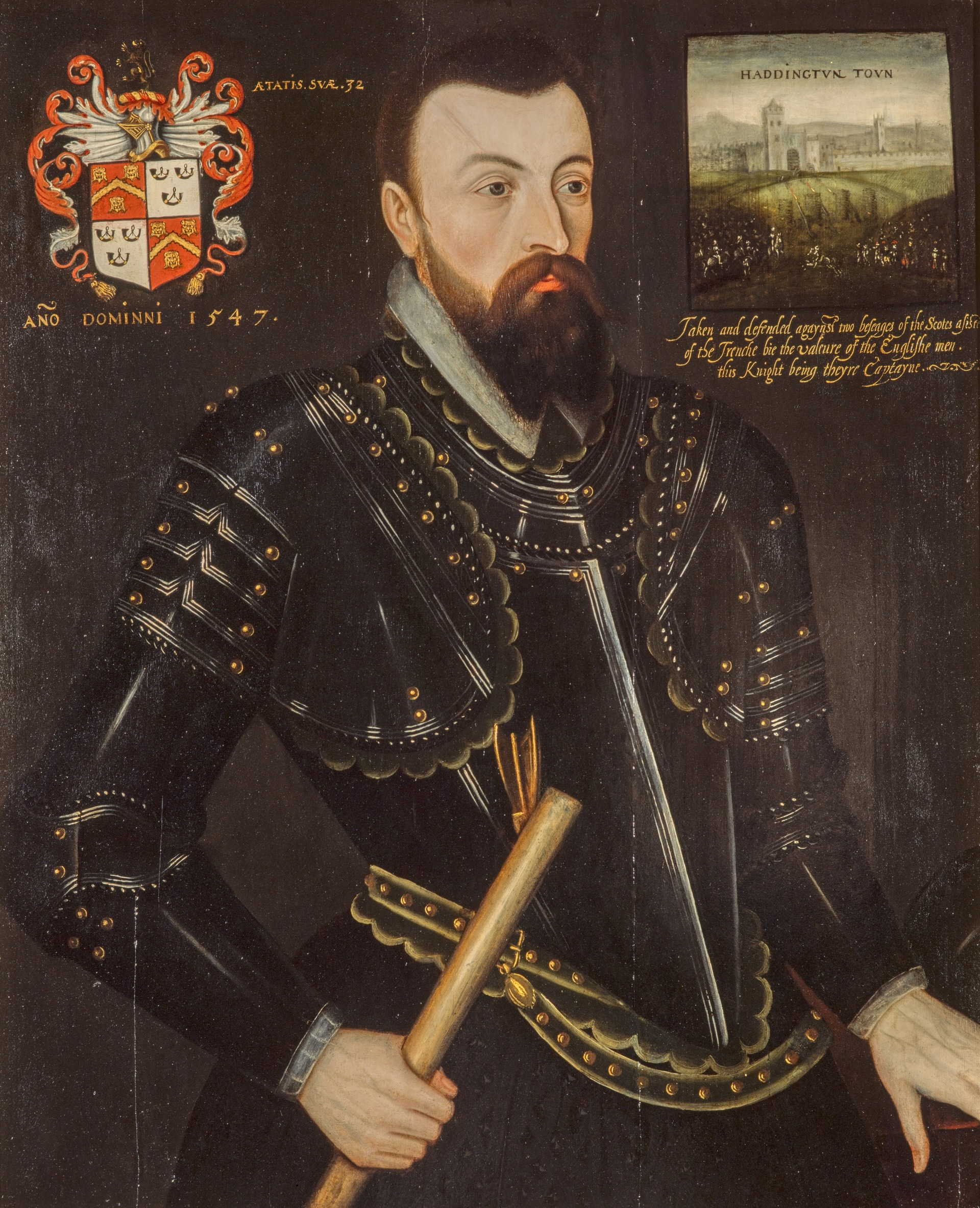
Sir James Wilsford

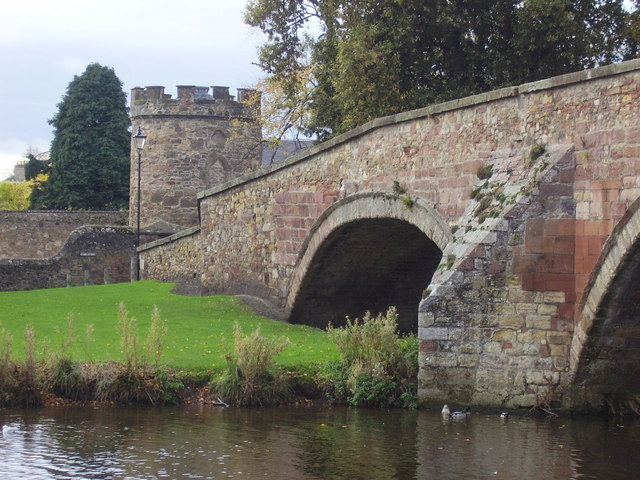
Nungate bridge: Haddington è circondata dal corso del fiume Tyne a sud e ad ovest

Le truppe francesi e inglesi iniziarono a combattersi presso la città nel luglio del 1548, mentre il castello sull'altro fronte era difeso da sir James Wilford. Il comandante dell'artiglieria scozzese, lord Methven, aveva predisposto il trasferimento dei cannoni per l'assedio a giugno dopo l'assedio del castello di Broughty. Questi vennero posizionati il 3 luglio. Il 5 luglio, lord Methven diede a Maria di Guisa un rapporto ottimistico sui danni causati dai suoi cannoni alle difese inglesi.
Il 5 luglio 1548 Maria di Guisa tenne un consiglio di guerra nella vicina Elvingston ed il giorno successivo si portò a Clerkington, dove francesi e italiani stavano fortificando il campo ed avevano già demolito un ponte sul fiume Tyne. Le truppe francesi avevano del resto preparato le scale per raggiungere la cima delle mura della città. L'esercito inglese nel frattempo stava pianificando il modo per far pervenire delle risorse ai difensori. Un soldato di nome Thomas Holcroft riportò l'8 luglio che gli archibugieri a cavallo di Pedro de Gamboa, comandati da un altro capitano spagnolo, Pedro de Negro, e altri soldati presero l'iniziativa di cavalcare attraverso le file dei francesi dal ponte di Linton per cercare di spezzare l'assedio.
Maria di Guisa si portò ad osservare l'assedio il 9 luglio e quasi svenne quando una palla di cannone raggiunse la sua posizione, ferendo alcune persone presenti ma lasciandola miracolosamente illesa. Dall'altra parte del paese, intanto, Maria di Scozia si imbarcava con Nicolas Durand de Villegaignon al castello di Dumbarton per raggiungere la Francia.
Gli inglesi all'interno della città di Haddington, nel frattempo, si stavano impegnando con una serie di opere di contro-assedio. Un gruppo di scozzesi si unì alle forze francesi il 16 luglio ma venne spazzato via dal fuoco dei cannoni inglesi. A seguito di questo stallo, l'ufficiale francese d'Essé ordinò di ritirare i cannoni pesanti il 17 luglio. Con il sospetto dell'arrivo di rinforzi inglesi, Methven portò i cannoni francesi e scozzesi a Edimburgo ed a Leith perché non cadessero eventualmente nelle mani dei nemici, mentre d'Essé mantenne la difesa del campo. D'Essé espresse al conte d'Arran le sue idee per la conquista della città: sferrare un attacco deciso prima che gli inglesi avessero il tempo di trincerarsi. Il geniere militare inglese, Thomas Pettit, responsabile della fortezza di Calais, venne nel frattempo catturato e portato ad Edimburgo ed ivi tenuto per eventuali riscatti.
Nell'agosto del 1548, scozzesi e francesi si posero di base a Clerkington, difesa da un fossato di oltre quattro metri di profondità. Lord Shrewsbury giunse il 23 agosto con un esercito quasi pari a quello usato dagli inglesi nella battaglia di Pinkie. Si accampò per diversi giorni a Spittal Hill nei pressi di Aberlady. Francesi e scozzesi abbandonarono l'assedio di Haddington e si ritirarono ad Edimburgo ed a Leith rispettivamente.

Le truppe francesi ad Edimburgo, ad ogni modo, iniziarono a creare delle problematiche ad Edimburgo e diversi scozzesi finirono uccisi lungo il Royal Mile per una banale lite per la riparazione di una colubrina. D'Essé decise a questo punto che era necessario tenere impegnati i suoi uomini ed organizzò un raid notturno su Haddington che però venne respinto dagli inglesi. Il 1º novembre 1548, Wilford scrisse al duca di Somerset descrivendo lo stato della città di Haddington, con una guarnigione ormai piegata dalla peste:
"Lo stato della città è pessimo che mi impietosisce vederlo e scriverne; ma spero sempre nei rinforzi. Molti sono i malati e ancor più i morti, in gran parte di peste. Quando a me, posso dire di non aver visto più di 1 000 uomini abili a scalar le mura [...]."

## La ritirata degli inglesi

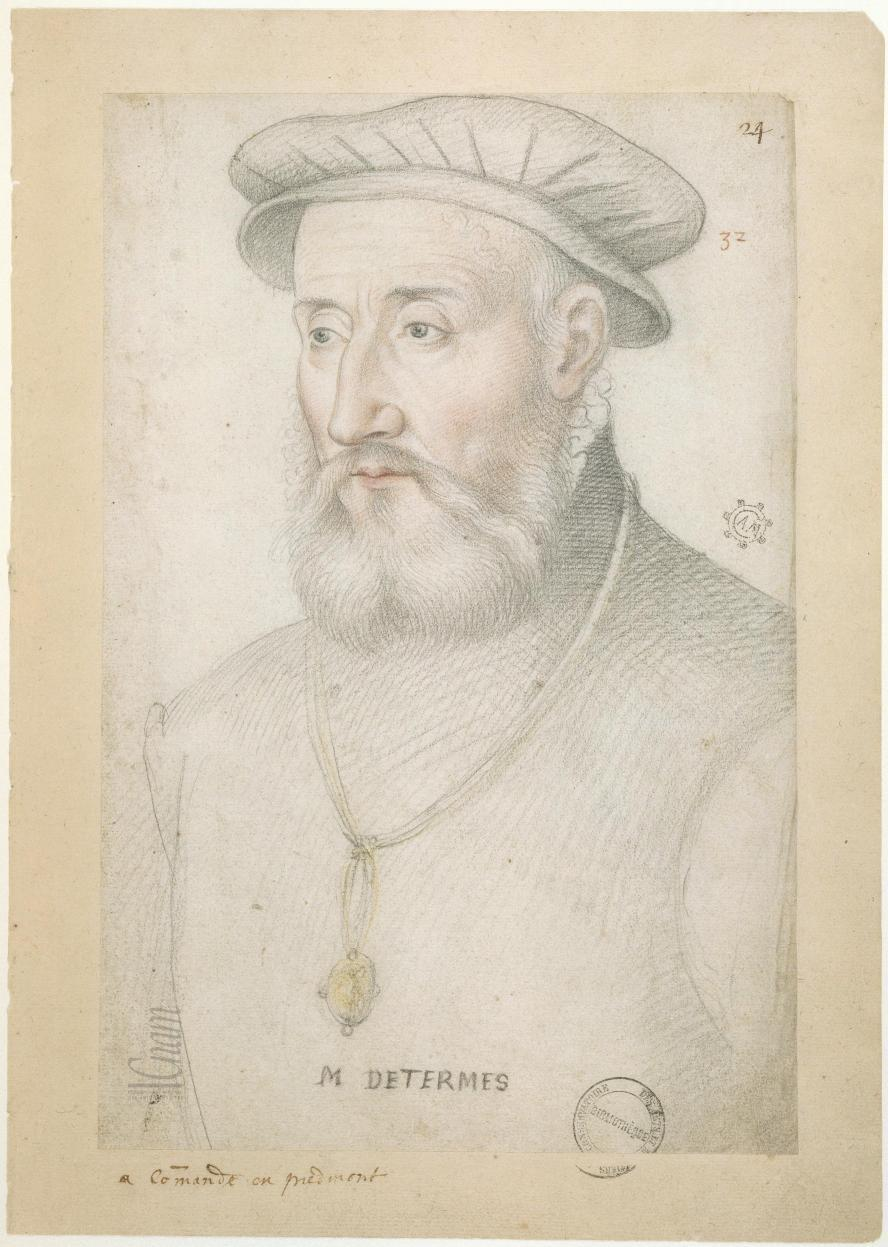
Il maresciallo Paul de Thermes, da un ritratto di François Clouet, 1554.

Gli inglesi, pur disponendo di forze numericamente superiori ai loro avversari, vennero costretti a ritirarsi dall'assedio quando terminarono i rifornimenti e non riuscirono ad ottenerne di nuovi, con un esercito decimato dai raid notturni degli scozzesi e dalla malattia e minacciati dai rinforzi che i francesi di Paul de Thermes avevano promesso di far pervenire sul campo. Gli inglesi (e le loro forze mercenarie, tra cui spiccavano soldati professionisti tedeschi e spagnoli) evacuarono Haddington il 19 settembre 1549, portandosi verso Berwick upon Tweed. Maria di Guisa entrò trionfante in città.